# Онобракпейя, Брюс
Брюс Обомейома Онобракпейя (англ. Bruce Obomeyoma Onobrakpeya; род. 30 августа 1932 года) ― нигерийский гравер, художник и скульптор.
Работы Онобракпейи были представлены на выставках в Современной галерее Тейт в Лондоне, в Национальном музее африканского искусства Смитсоновского института в Вашингтоне, округ Колумбия, и в Художественной галерее Мальмё, Швеция. В Национальной галерее современного искусства в Лагосе выставлены его абстрактные картины, а многие другие его работы можно найти в Виртуальном музее современного нигерийского искусства.

## Биография
Брюс Онобракпейя родился в городе Агбарха-Отор в штате Дельта. Он был сыном резчика из народа урхобо. Был воспитан в христианской вере, хотя также был знаком и с традиционными верованиями. Его семья переехала в Бенин-Сити, штат Эдо, когда он был ещё ребёнком. Учился в Западной школе для мальчиков, где искусство преподавал Эдвард Ивехивбойе. Посещал уроки рисования в Художественном клубе Британского совета в Бенин-Сити. Онобракпейя был особенно впечатлён работами Эммануэля Эрабора. После окончания средней школы он три года работал учителем рисования в ней же. В 1956 году он уехал в Ондо, где преподавал в очередной средней школе в течение ещё одного года.
В октябре 1957 года Онобракпея был принят в Нигерийский колледж искусств, науки и техники, ныне известный как Университет Ахмаду Белло в городе Зариа Получая стипендию от федерального правительства, он обучался западным традициям изобразительного искусства. В то же время он начал экспериментировать с темами и художественными формами, связанными с нигерийским фольклором, мифами и легендами. В большинстве его работ используются стилистические элементы и композиции, характерные для традиционной африканской скульптуры и декоративного искусства.
Общество искусств Зариа, позже названное «Бунтари Зариа», было основано 9 октября 1958 года группой студентов-искусствоведов художественного колледжа во главе с Уче Океке с целью «деколонизации» изобразительного искусства, которому обучают европейцы-экспатрианты. Онобракпейя впоследствии говорил, что колледж дал ему технические навыки, но именно Общество искусств Зариа сформировало его как профессионального художника. Общество дало ему уверенность в поисках своего собственного стиля. Он вытягивал свои фигуры, игнорировал перспективу и изображал на полотнах нечто сверхъестественное.